# Bad Wolves
Bad Wolves är en amerikansk heavy metal-supergrupp grundad 2017. Nuvarande medlemmarna är sångaren Daniel "DL" Lasckiewicz (fd-gitarrist i The Acacia Strain) som ersatte Tommy Vext (fd-Divine Heresy, fd-Snot, fd-Westfield Massacre) år 2021, trummisen John Boecklin (fd-DevilDriver), sologitarristen Doc Coyle (fd-God Forbid), kompgitarristen Chris Cain (fd-Bury Your Dead, fd-For the Fallen Dreams) och basisten Kyle Konkiel (fd-In This Moment, fd-Scar the Martyr, Vimic). Bandet blev virala med en cover på Zombie med The Cranberries. 

## Medlemmar
- Daniel "DL" Lasckiewicz - sång (2021 -)
- Doc Coyle - sologitarr
- Chris Cain - kompgitarr
- Kyle Konkiel - bas
- John Boecklin - trummor

### Tidigare medlemmar
- Tommy Vext - sång (2017 - 2021)

## Diskografi

### Studioalbum
- Disobey - 2018
- N.A.T.I.O.N. - 2019
- Dear Monsters - 2021
- Die About It - 2023

### EP
- False Flags, Volume 1 (2018)
- False Flags, Volume 2 (2018)
- Zombie EP (2018)

### Singlar
- Zombie - 2018
- Hear Me Now - 2018
- Remember When - 2018
- Killing Me Slowly - 2019
- Sober - 2020
- Learn to Walk Again - 2020
- Lifeline - 2021